# Petr Haas
Petr Haas (28. března 1920 Brno – 13. června 1942 Derna) byl brněnský rodák židovské národnosti, příslušník britských speciálních sil a oběť druhé světové války.

## Život

### Před druhou světovou válkou
Petr Haas se narodil 28. března 1920 v Brně v rodině ing. Viléma Haase a Blanky, rozené Totis. V roce 1938 odmaturoval na Masarykově německém státním gymnáziu v Brně. Nastoupil ke studiu oboru strojního inženýrství na Vysoké škole technické Dr. Edvarda Beneše v Brně, ale z důvodu spádu událostí jej nedokončil.

### Druhá světová válka
Po německé okupaci v březnu 1939 opustil Petr Haas Protektorát Čechy a Morava. V roce 1942 se stal příslušníkem britské jednotky složené z německy mluvících vojáků židovského původu Special Interrogation Group působící na africkém bojišti. Jejich úkolem bylo provádět v německých uniformách diverzní a výzvědné úkoly. Dne 13. června 1942 padl během akce mající za cíl zničení letiště v Derně. Pohřben je na hřbitově Alamein memorial v El Alameinu.

## Posmrtná ocenění
- Petru Haasovi byl v roce 1948 Vysokou školou technickou Dr. Edvarda Beneše in memoriam udělen titul inženýra
- Petr Haas byl v roce 1991 in memoriam povýšen do hodnosti majora

## Rodina
Židovští rodiče Petra Haase Vilém a Blanka Haasovi holokaust přežili. Z otcovi strany měl několik strýců a tet, kteří během války zahynuli v různých nacistických koncentračních táborech. Jedním z jeho strýců byl MUDr. Gustav Haas, brněnský odborný lékař pro choroby žaludeční a střevní, který zahynul 20. září 1942 v Terezíně.